# Leonardo Lacca
Leonardo José Novaes Cavalcanti Lacca (Recife, 1 de setembro de 1982) é um diretor, roteirista, editor, preparador de elenco e produtor cinematográfico brasileiro.

## Biografia
Leonardo José Novaes Cavalcanti Lacca nasceu na cidade do Recife, capital do estado brasileiro de Pernambuco, no dia 1 de setembro de 1982.

## Filmografia

### Diretor
- 2024: Seu Cavalcanti - longa-metragem
- 2021: Modelo Vídeo - curta-metragem
- 2015: Permanência - longa-metragem
- 2011: Ela Morava na Frente do Cinema - curta-metragem
- 2007: Décimo Segundo - curta-metragem
- 2006: Eisenstein - curta-metragem
- 2004: Ventilador - curta-metragem

### Produtor
- 2016: Animal político (de Tião) - longa-metragem

### Diretor Assistente
- 2019: Bacurau (de Kleber Mendonça Filho e Juliano Dornelles) - longa-metragem

### Preparador de Elenco
- 2024: Dormir De Olhos Abertos (de Nele Wohlatz) - longa-metragem
- 2021: A Salamandra (de Alex de Carvalho) - longa-metragem
- 2019: Paterno (de Marcelo Lordello) - longa-metragem
- 2019: Bacurau (de Kleber Mendonça Filho e Juliano Dornelles) - longa-metragem
- 2016: Aquarius (de Kleber Mendonça Filho) - longa-metragem
- 2012: O Som ao Redor (de Kleber Mendonça Filho) - longa-metragem